# پارک تاریخی سوکوتای
پارک تاریخی سوکوتای (تایلندی: อุทยานประวัติศาสตร์สุโขทัย (تلفظ) خرابه‌های سوکوتای، به معنای واقعی کلمه «طلوع خوشبختی»، سرمایه پادشاهی سوکوتای در قرن سیزدهم و چهاردهم، شمال ناحیه تایلند مرکزی در نزدیکی شهر سوکوتای، مرکز استان سوکوتای قرار دارد.
دیوارهای شهر مستطیل حدود ۲ کیلومتر (۱٫۲ مایل) شرقی-غربی توسط ۱٫۶ کیلومتر (۰٫۹۹ مایل) شمال - جنوب است که ۱۹۳ ویرانه در ۷۰ کیلومتر مربع (۲۷ مایل مربع) زمین را شامل می‌شود. در مرکز هر دیوار یک دروازه وجود دارد. در داخل بقایای کاخ سلطنتی و بیست و شش معبد وجود دارد که بزرگترین آنها وات ماهاتاست. این پارک توسط گروه هنری زیبای تایلند با کمک یونسکو نگهداری می‌شود که آن را به عنوان میراث جهانی ثبت کرده‌است. هر ساله، این پارک از هزاران بازدید کننده استقبال می‌کند.

## تاریخ

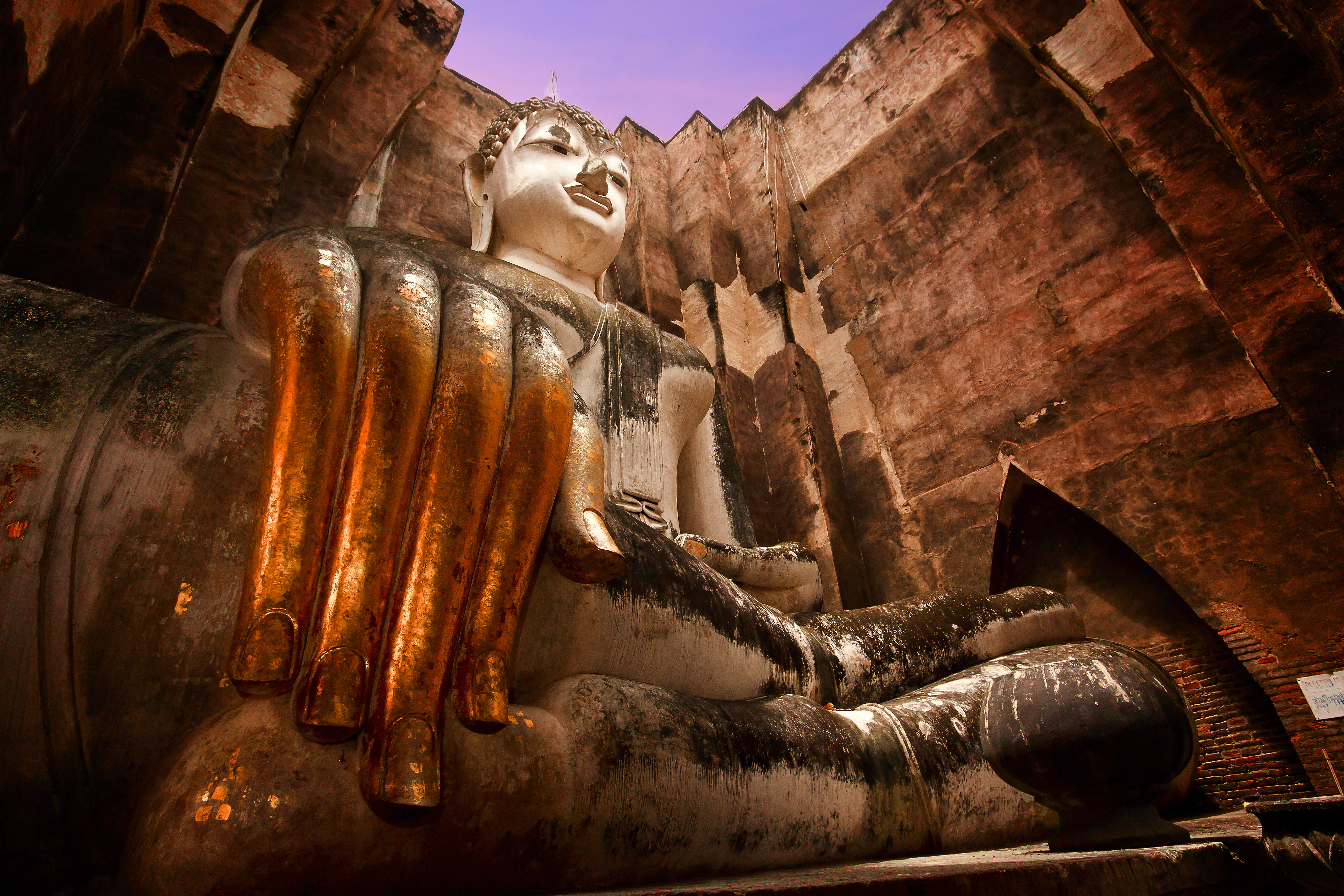
مجسمه بودا در وات سی چوم

### رهایی از لاو

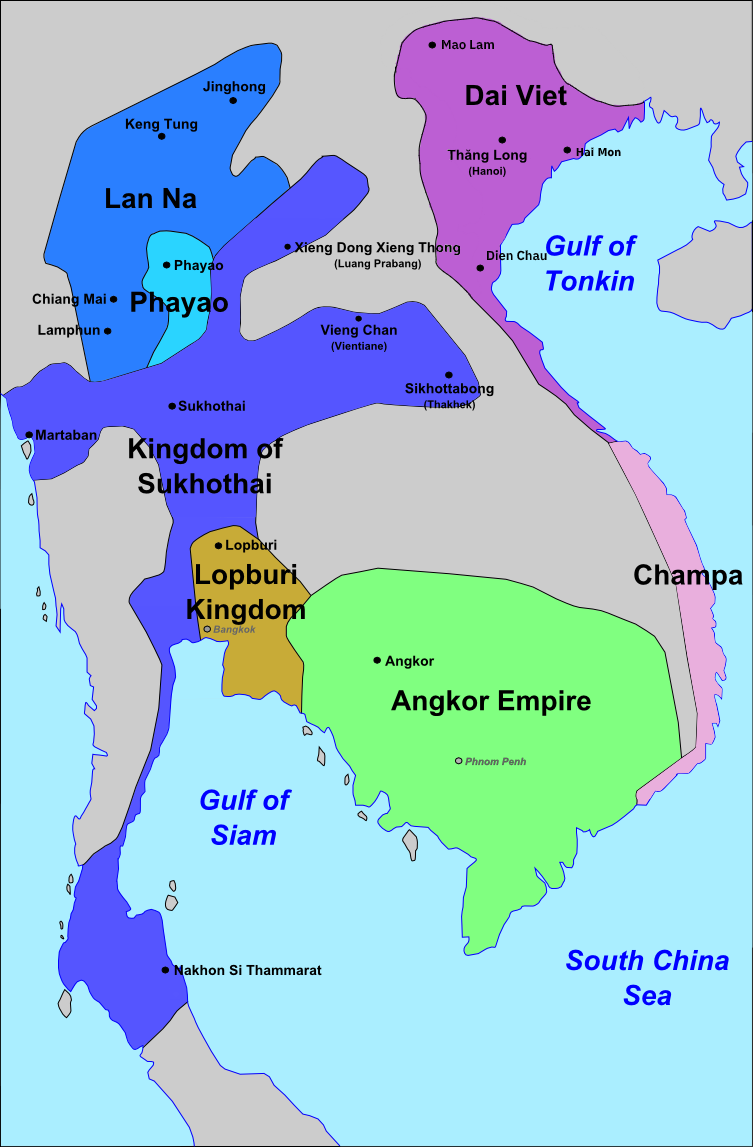
مناطق نفوذ سوکوتای و همسایگان آن، ج. ۱۳۰۰

پیش از قرن سیزدهم میلادی، یک سلسله پادشاهی تای در ارتفاعات شمالی از جمله نگونیانگ و هیوکام (با مرکزیت چانگ هونگ، جینگهونگ در مدرن در چین) پادشاهی تای لو وجود داشت. . سوکوتای یک مرکز تجارت و بخشی از لئو بوده که تحت سلطه امپراتوری خمر قرار داشته‌است. مهاجرت مردم تای به دره بالا رود چائو پرایا تا حدودی تدریجی بود.
مورخان مدرن بر این باورند که جدایی سوکوتای (که قبلاً به عنوان سوخداایا شناخته می‌شد) از امپراتوری خمر از اوایل سال ۱۱۸۰ در زمان سلطنت فو خان که حاکم سوکوتای و شهر پیرامونی سری ساچانالایی (امروز مدرن سی ساچانالایی) بود ولسوالی در استان سوکوتای)، آغاز شد. سوکوتای از استقلال قابل توجهی برخوردار بود تا اینکه دوباره در حدود سال ۱۱۸۰ توسط مونس لاو تحت سلطه خمس آباد خلون لمپون دوباره فتح شد.

### گسترش تحت رامخامه‌نگ

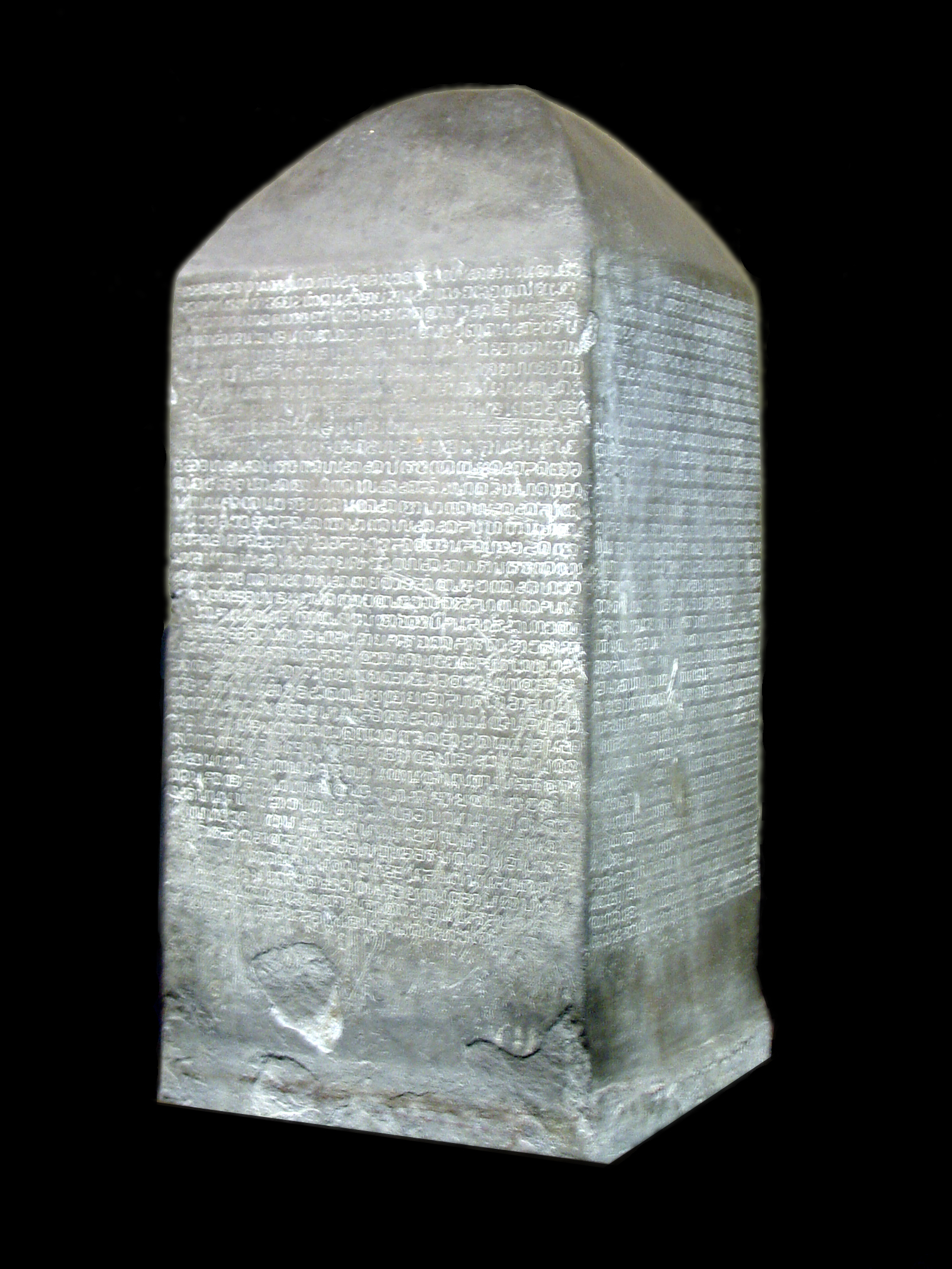
استیل کتیبه پادشاه رام کاماهنگ بزرگ

فو خان بان موانگ و برادرش رام کهامهنگ پادشاهی سوکوتای را گسترش دادند. در جنوب، رامکامهانگ پادشاهی‌های سوپنابوم و سری تامانکورن (تمبرالینگا) را تسخیر کرد و از طریق تمبرالینگا، ترواده را به عنوان آیین دولتی پذیرفت.
در غرب، رامخامهاگ به مونهایکمک کرد تا خود را از سلطه پادشاهی پاگان رهایی دهند و پادشاهی را در مارتابان تأسیس کنند (آنها بعداً به باگو، میانمار نقل مکان کردند). بنابراین، مورخان تایلندی، پادشاهی مارتابان را شاخه ای از شاخوتای می‌دانستند. در عمل، سلطه سوکوتای ممکن است تا این حد گسترش نیافته باشد.

## مدیریت
پارک تاریخی سوکوتای توسط اداره هنرهای زیبا، وزارت فرهنگ اداره می‌شود. حفاظت از منطقه برای اولین بار در ۶ ژوئن ۱۹۶۲ در روزنامه رویال اعلام شد. قانون قابل اجرا عبارت است از قانون بناهای باستانی، آثار عتیقه، اشیاء هنری و موزه‌های ملی.

## آثار و مناظر به جایی مانده

### وات مهاتات

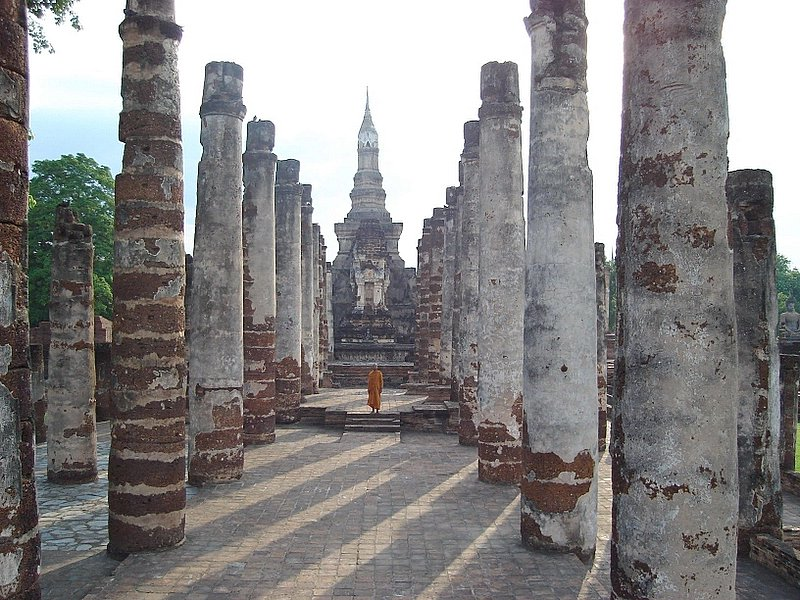
وات مهاتات

معبد وات مهاتات یا Mahathat (تایلندی: วัดมหาธาตุ) مهمترین و چشمگیرترین معبد پارک تاریخی سوکوتای است. نام معبد به «معبد یادگار بزرگ» ترجمه شده‌است. این معبد در سالهای ۱۲۹۲ تا ۱۳۴۷ توسط Sri Indraditya، به عنوان معبد اصلی شهر و همچنین پادشاهی سوکوتای تأسیس شد. این طرح بر روی یک ماندالا ساخته شده‌است و نمایانگر جهان است، با یک استوپای اصلی که در سال ۱۳۴۵ ساخته شده‌است تا یادگارهای بودا را محکم تر کند، در هشت جهت توسط ستون‌های کوچکتر احاطه شده‌است. استوپا اصلی به شکل جوانه نیلوفر آبی است که مشخصه‌های هنری معماری سوکوتای است. پایه آن با ۱۶۸ مجسمه تراشیده از مریدان بودایی آراسته شده‌است. این معبد همچنین شامل یک سالن اجتماعات (ویهارا)، مانداپا، تالار تنظیم و ۲۰۰ استوپا فرعی است.

### نوئن پراسات
نوئن پراسات یا کاخ هیل (تایلندی: เนิน ปราสาท) بقایای کاخ سلطنتی پادشاهی سوکوتای است. نوئن پراسات در سال ۱۸۳۳ توسط مونگکات کشف شد، که به عنوان راهب، زیارت شمال سیام را انجام داده بود. این کاخ بر روی یک پایه مربع با ابعاد ۲۰۰ ۲۰۰ ۲۰۰ متر ساخته شده‌است.
در نزدیکی آن دو حوضچه کوچک بود که باستان شناسان بقایای لوله‌های مایل به زرد را پیدا کردند که احتمالاً برای تأمین آب دریاچه شهری از حوضچه‌ها استفاده شده‌است. در جنوب غربی بقایای سکوی آجری به طول ۱٫۵ متر (۴٫۹ فوت) وجود دارد که روی آن خاکستر و استخوانی یافت شده‌است.
استیل رامکامهاگ در اینجا توسط مونگکات کشف شد که یک تخته سنگ تقریباً ۱ متر x ۲٬۵۰ متر در ۱۵ سانتی‌متر بزرگ از سنگ خاکستری است که با نقاشی گلبرگهای نیلوفر آبی تزئین شده‌است. مونگکت این یافته‌ها را به بانکوک برد.
- موزه ملی رامخامه‌نگ
- وات سی ساوایی
- وات پارا پایی لوانگ
- وات سع سی
- وات آسوکارام
- وات ترا کوان
- وات چانا سونگکرام
- وات پام ماموانگ
- وات چانگ لوم
- وات چانگ روپ
- وات سی چوم
- وات سافان هین
- وات آرانیک
- وات چدی نگام
- وات چدی سی هونگ
- وات چتفون
- وات ترافانگ نگون
- وات ترافانگ تونگ
- وات توک
- وات سوراساک
- تورینگ کیلان
- سد ساریتفونگ

## نگارخانه

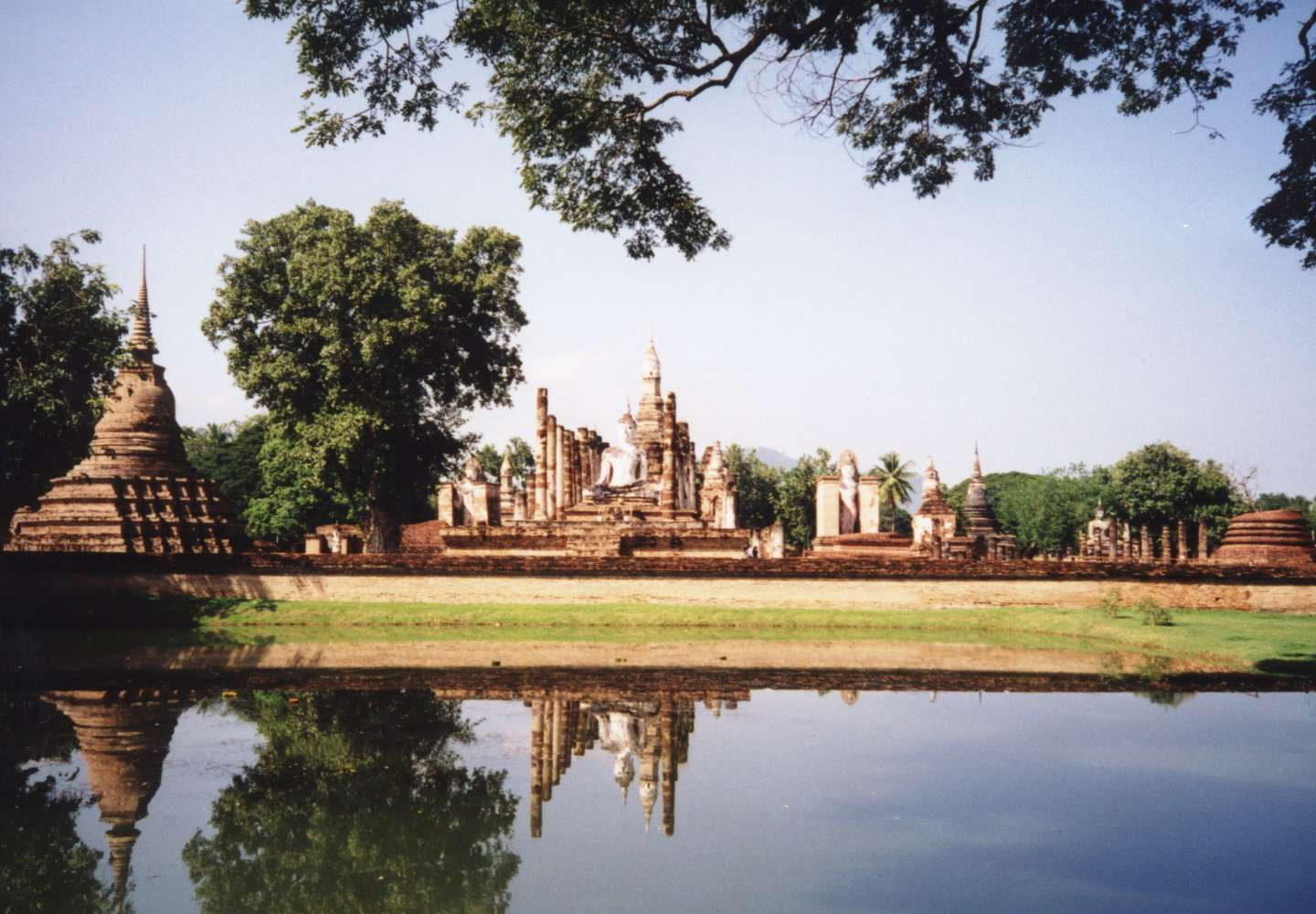
وات مهاتات
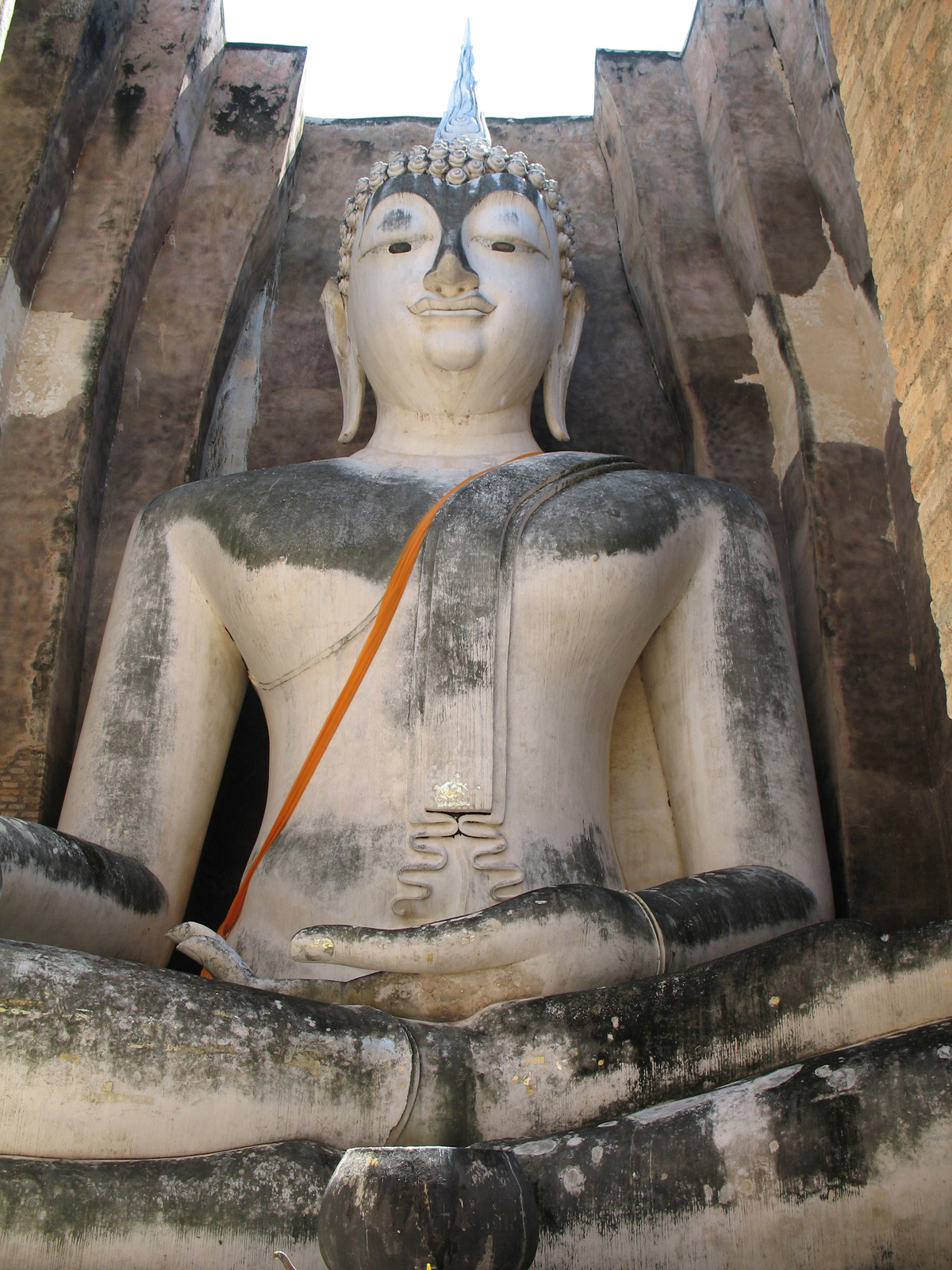
پارا آچانا ، وات سی چام
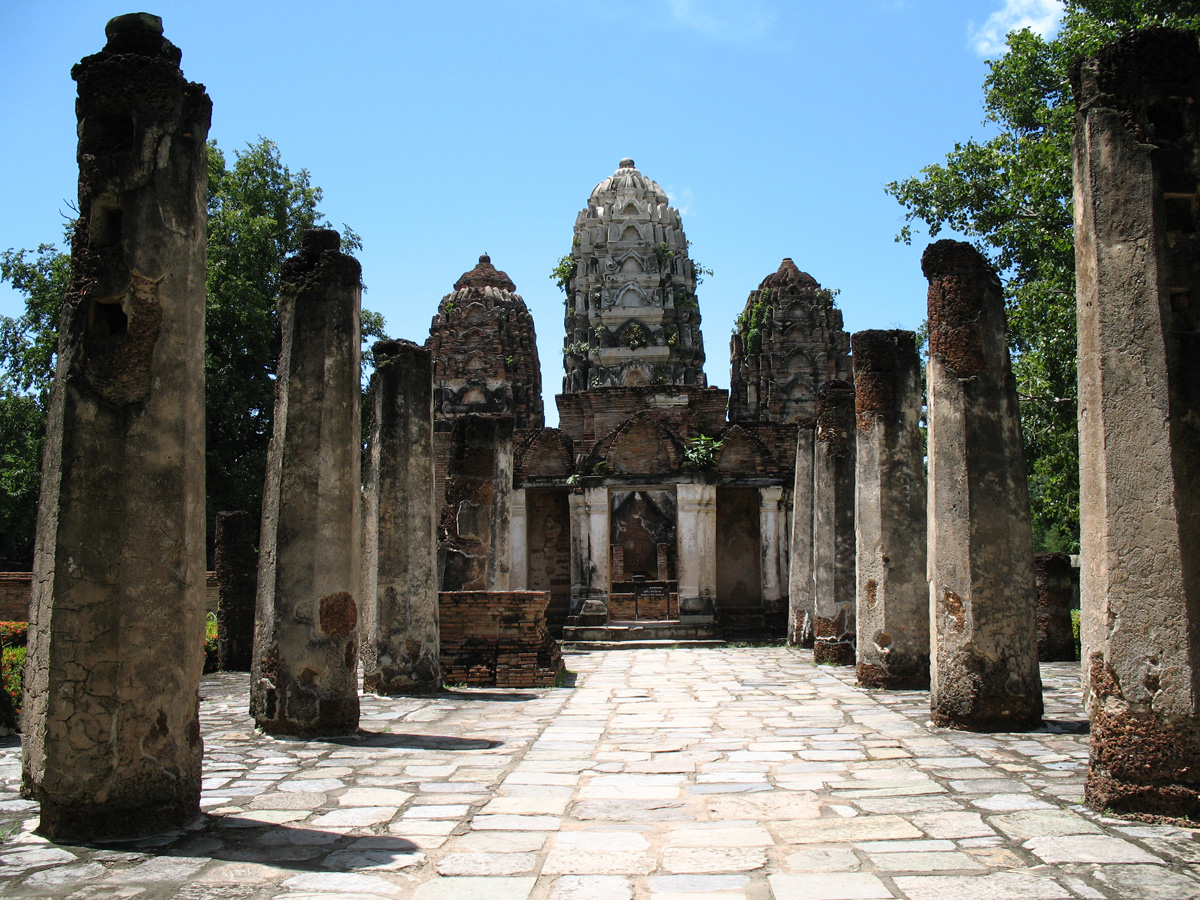
وات سی ساوایی
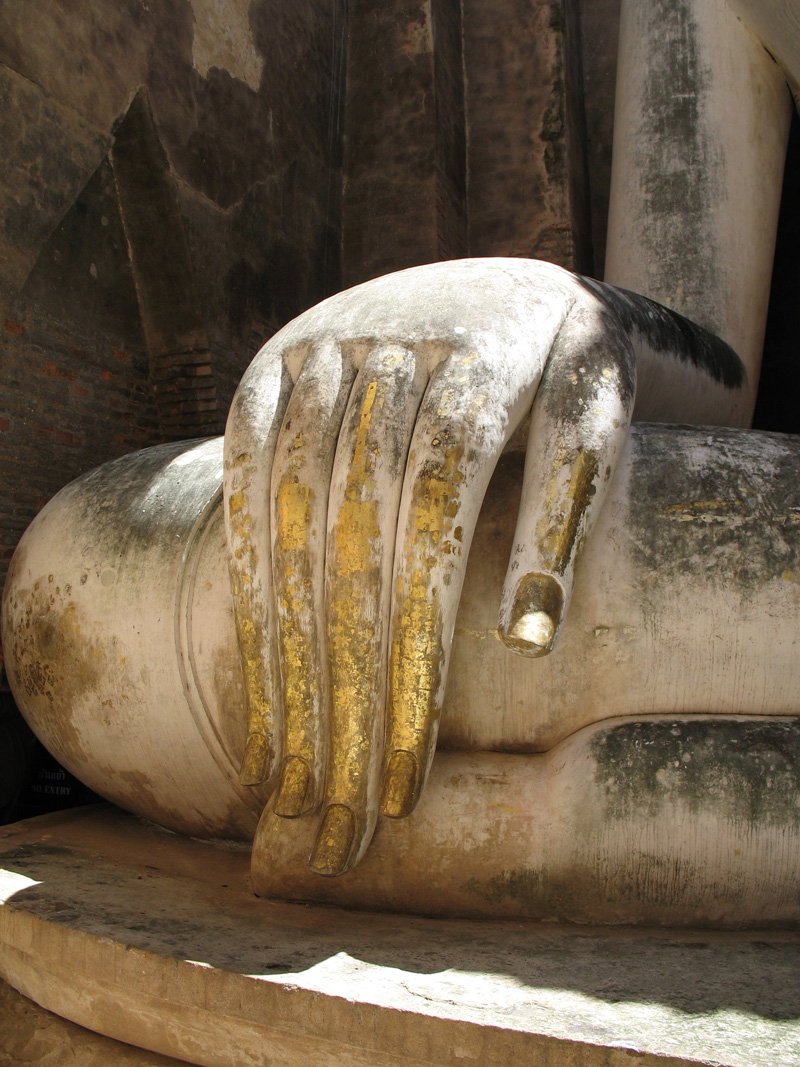
دست پارا آچانا ، استان سوخوتای
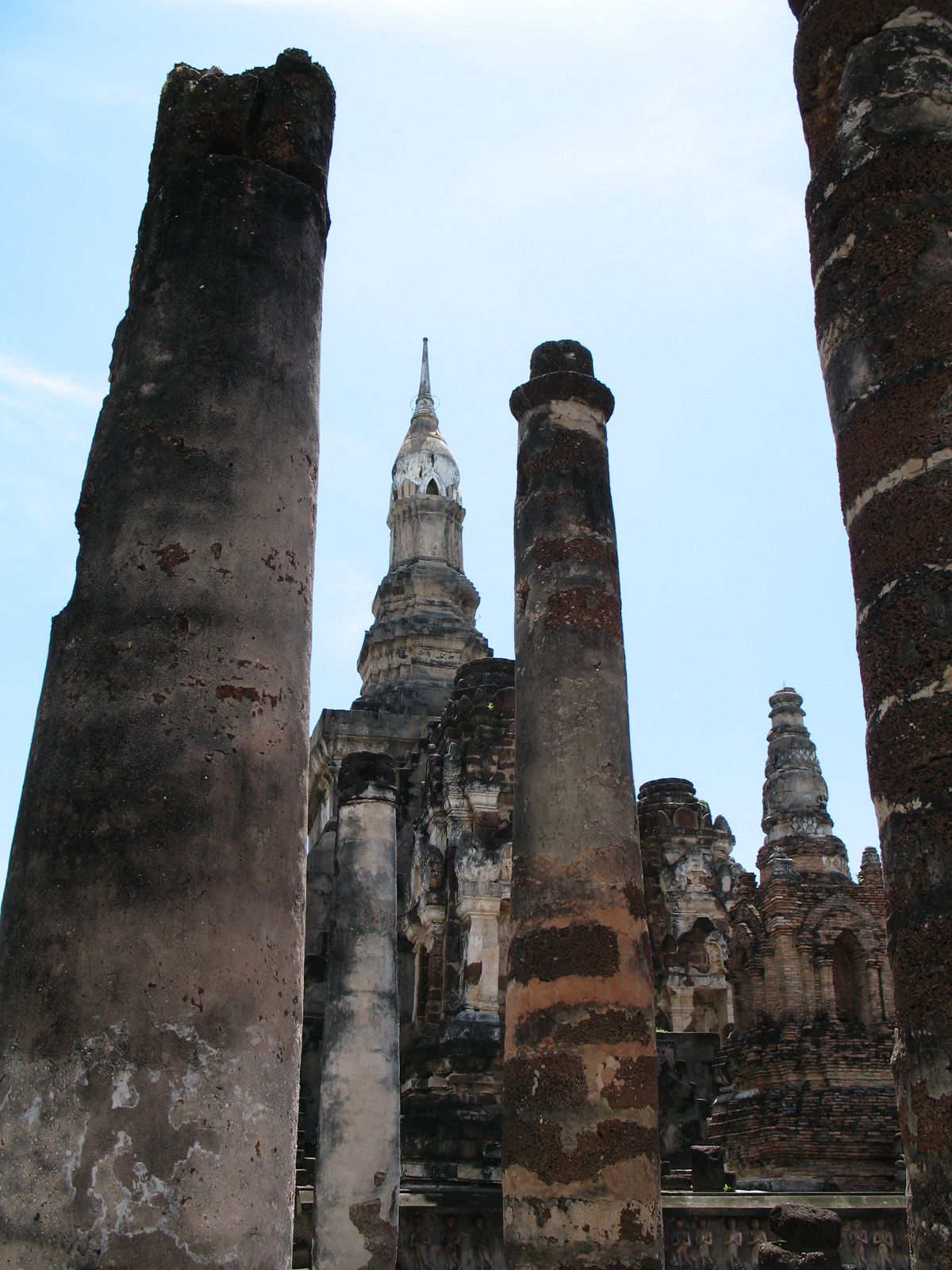
وات مهاتات
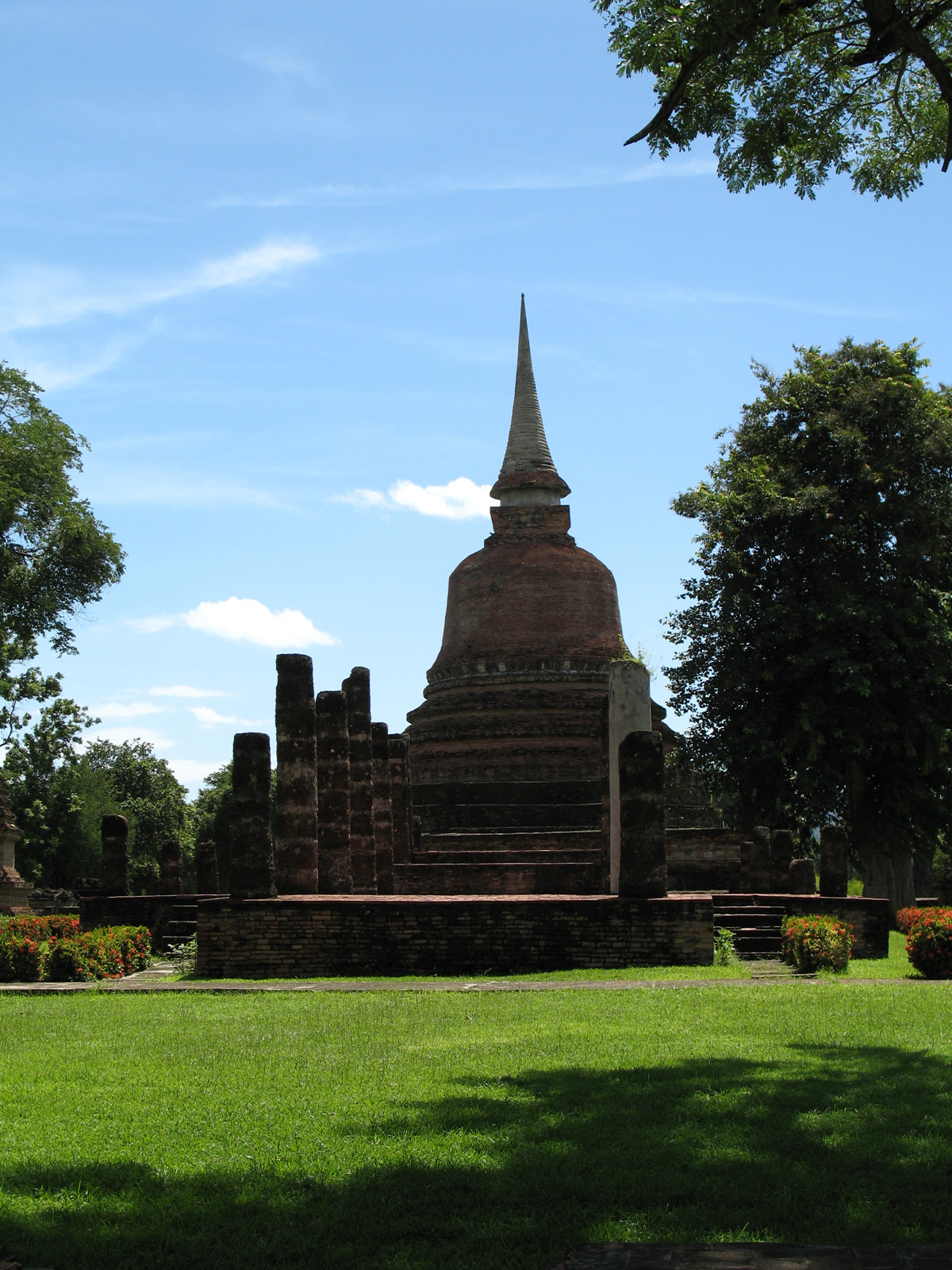
وات سا سی

## بیشتر خواندن
- AB Griswold: به تاریخ هنر سوکوتای. گروه هنرهای زیبا، بانکوک ۱۹۶۷ (بدون ISBN)
- Hiram W. Woodward Jr: راهنمای سوکوتای قدیمی. گروه هنرهای زیبا، بانکوک ۱۹۷۲ (بدون ISBN)
- بتی گوسلینگ: سوکوتای تاریخ، فرهنگ و هنر آن است. کتابهای آسیا (انتشارات دانشگاه آکسفورد)، بانکوک ۱۹۹۱، شابک ‎۹۷۴-۸۲۰۶-۸۵-۸